# Heiko Triepel
Heiko Triepel (* 27. Juli 1965 in Magdeburg) ist ein deutscher Handballspieler und Handballtrainer.
Als Spieler stand er im Aufgebot des SC Magdeburg. Er wurde auf der Position Rückraum Mitte eingesetzt. Heiko Triepel übernahm im April 2002 das Amt als Spielertrainer als Nachfolger von Vlado Stenzel beim Aufsteiger SV Anhalt Bernburg in der 2. Handball-Bundesliga. Er wechselte von dort in der Winterpause der Saison 2002/2003 zum SV Irxleben 1919, mit dem er in der Verbandsliga Sachsen-Anhalt spielte.
Bei der Handball-Weltmeisterschaft 1990 stand er im Aufgebot der Nationalmannschaft der DDR.